# Hahnenkamm (Spessart)
Der Hahnenkamm ist ein Höhenzug im Vorspessart im Gebiet des Bayerischen Untermains. Er erreicht eine Höhe von 435,5 m ü. NHN.

## Geographie

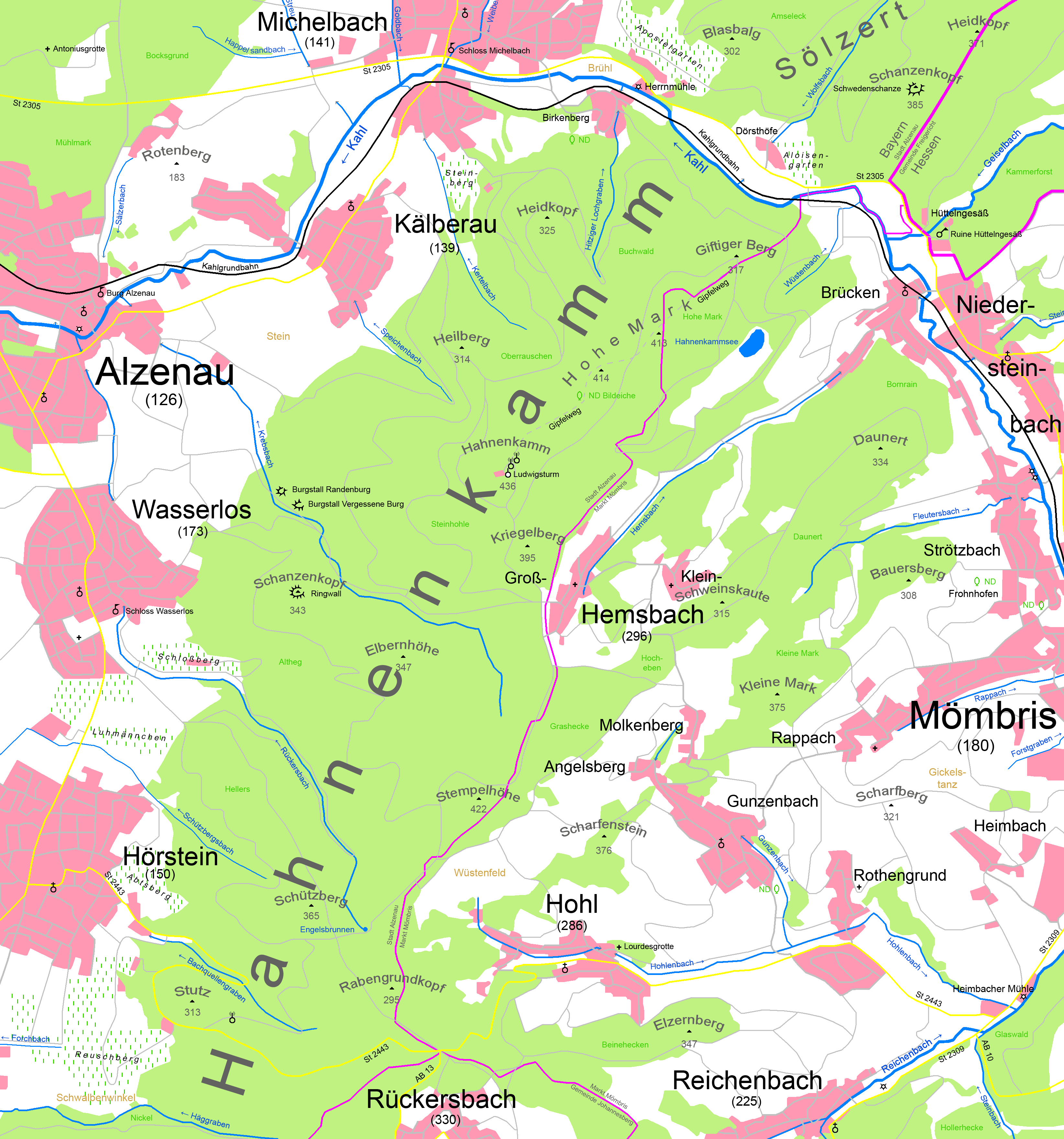
Karte des Hahnenkammhöhenzuges

Der Hahnenkamm liegt am westlichen Rand des Naturparks Spessart im Landkreis Aschaffenburg zwischen Untermainsenke und Kahlgrund. Der markante Höhenzug ist schon aus der Ferne im flachen Rhein-Main-Gebiet zu erkennen.
Die Gemarkungsflächen der Alzenauer Stadtteile Hörstein, Wasserlos, Alzenau, Kälberau und Michelbach erstrecken sich bis knapp unterhalb des Hahnenkammhauptgipfels, wo sich auch der topographisch höchste Punkt dieser Ortsgemarkungen befindet. Anteil am Höhenzug haben auch die Gebiete der zum Markt Mömbris gehörenden Gemeindeteile Hemsbach, Hohl und Mömbris. Am Hahnenkammrücken liegen auch die zum Gemeindeteil Mömbris gehörenden Dörfer Brücken, Molkenberg und Angelsberg. Der Gipfel selbst, auf dem sich der Ludwigsturm, das Hahnenkammhaus und der Sender Hahnenkamm befinden, liegt auf der Gemarkung von Hörstein und ist der topographisch höchste Punkt des gesamten Alzenauer Stadtgebietes. Der gesamte Hahnenkammhöhenzug wird im Süden durch das Tal des Elmertsbachs bei Rückersbach, im Norden durch die Kahl an der Herrnmühle begrenzt. Die Sölzert nördlich des Kahltals ist die Fortsetzung des Hahnenkamms. Teilweise zählt man das südliche Gebiet über die Rückersbacher Schlucht bis zur Steinbachschlucht noch zum Hahnenkamm.
Nebengipfel wie Hohe Mark, Schanzenkopf oder Stempelhöhe gehören auch zum Hahnenkammrücken. Umgangssprachlich wird von Einheimischen nur die Gipfelerhebung selbst als Hahnenkamm bezeichnet.

### Nebengipfel

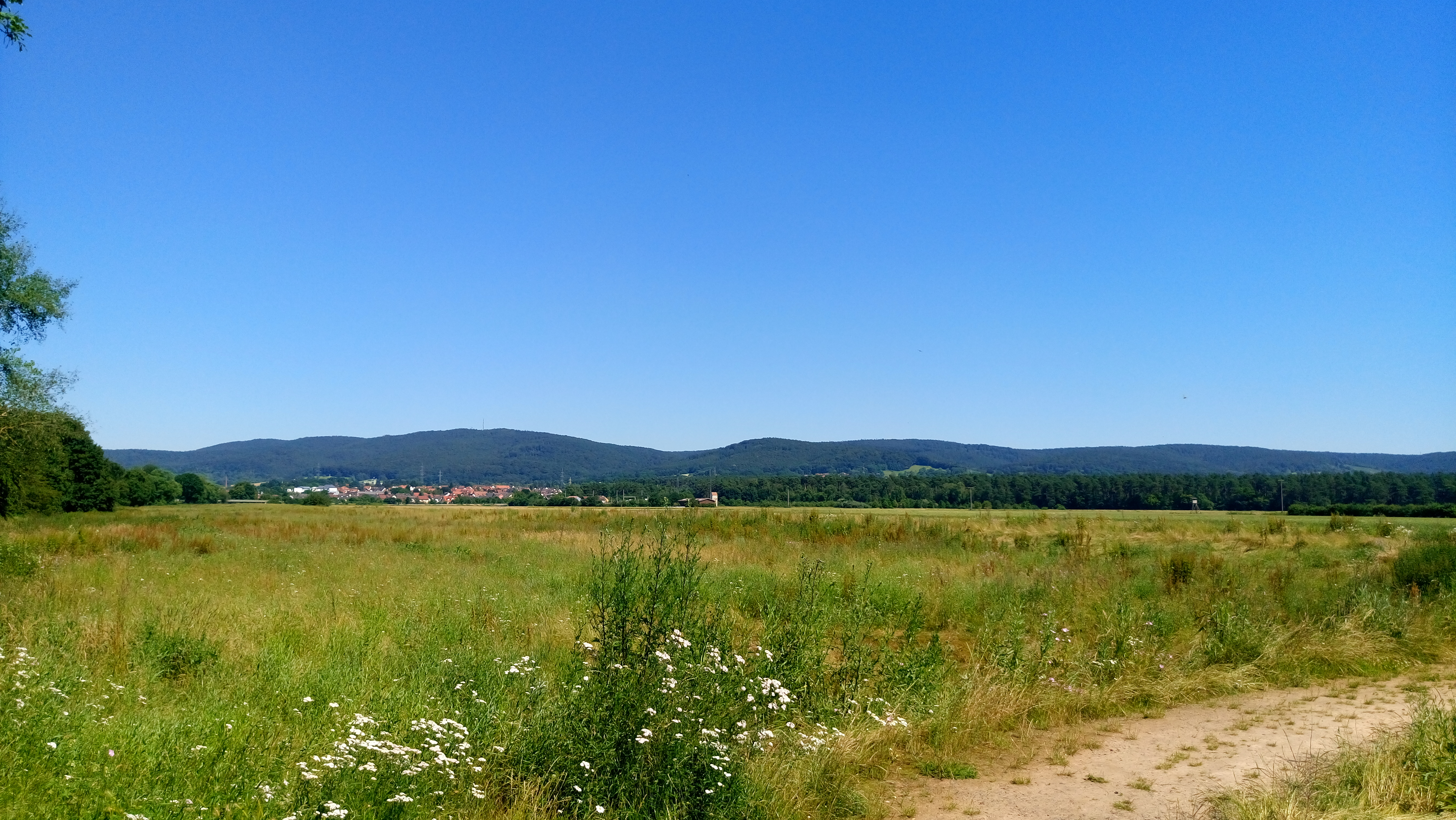
Hahnenkammrücken mit Nebengipfeln von Alzenau gesehen

Haupt- und Nebengipfel des Hahnenkammhöhenzuges sind:
| - Hahnenkamm 436 m ü. NHN - Stempelhöhe 422 m ü. NHN - Hohe Mark 414 m ü. NHN - Kriegelberg 395 m ü. NHN - Rabengrundkopf 395 m ü. NHN - Schützberg 365 m ü. NHN | - Elbernhöhe 347 m ü. NHN - Schanzenkopf 343 m ü. NHN - Heidkopf 325 m ü. NHN - Giftiger Berg 317 m ü. NHN - Bachhügel 315 m ü. NHN - Heilberg 314 m ü. NHN |

## Topographie

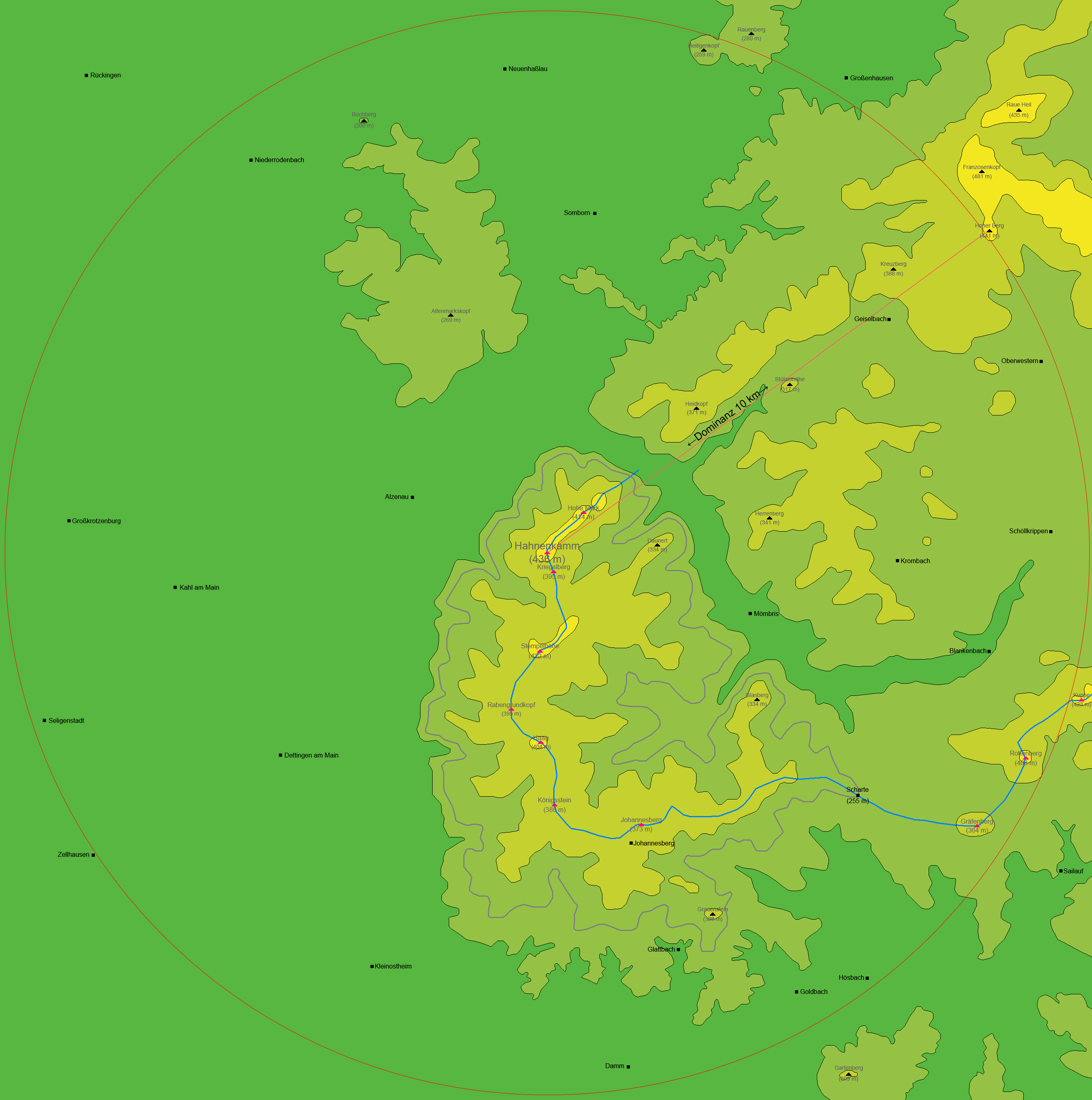
Topographische Karte des Hahnenkamms mit Dominanz, Kammverlauf und niedrigster geschlossener Höhenlinie

Der Hahnenkamm ist der höchste Berg im Vorspessart, dem westlichen Rand des Mainvierecks. Er gehört zu den bedeutendsten Bergen im Spessart, denn er hat im Vergleich zu den anderen Gebirgsgipfeln eine sehr hohe Dominanz und Schartenhöhe. Gemessen an der Orographischen Dominanz, also der Schartenhöhe im Verhältnis zur Gipfelhöhe, besitzt der Hahnenkamm sogar den höchsten Wert aller Spessartberge.

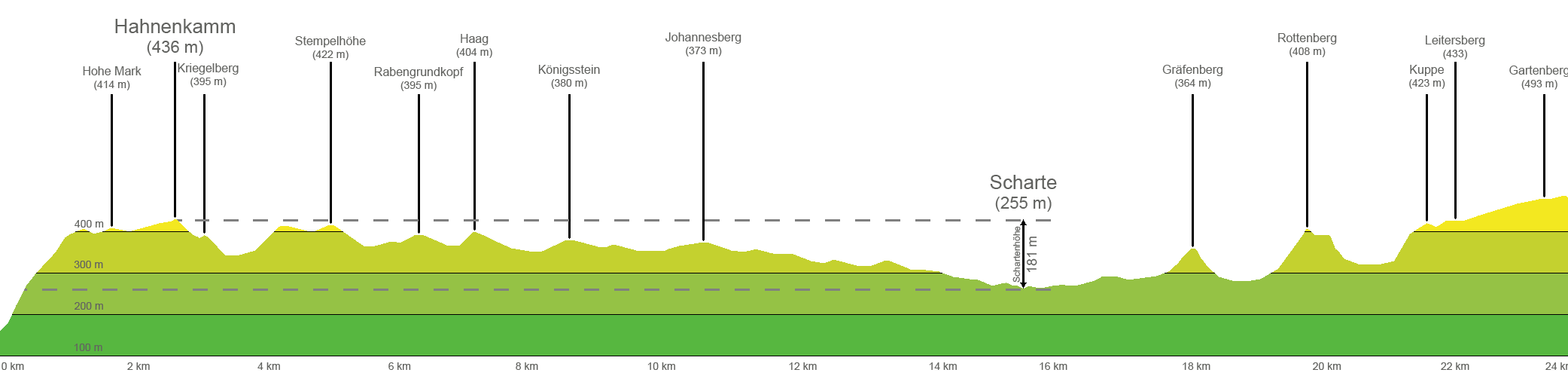
Längsschnitt entlang des Kamms mit Schartenhöhe und Bezugsscharte des Hahnenkamms

Das heißt, in einem Radius von 10 km liegt nur der Südwesthang des Hohen Berges bei Huckelheim höher als der Hahnenkammgipfel (siehe Abbildung rechts). Die niedrigste geschlossene Höhenlinie, die nur den Hahnenkamm umgibt, verläuft 181 Höhenmeter unterhalb des Gipfels. Die Bezugsscharte liegt an der Staatsstraße 2307, südwestlich von Feldkahl auf 255 m. Bis zu diesem Punkt muss man vom Hahnenkammgipfel aus mindestens absteigen, um einen höheren Berg, den Gartenberg (493 m) bei Eichenberg, zu erreichen (siehe Abbildung links).

## Sehenswürdigkeiten

### Ludwigsturm

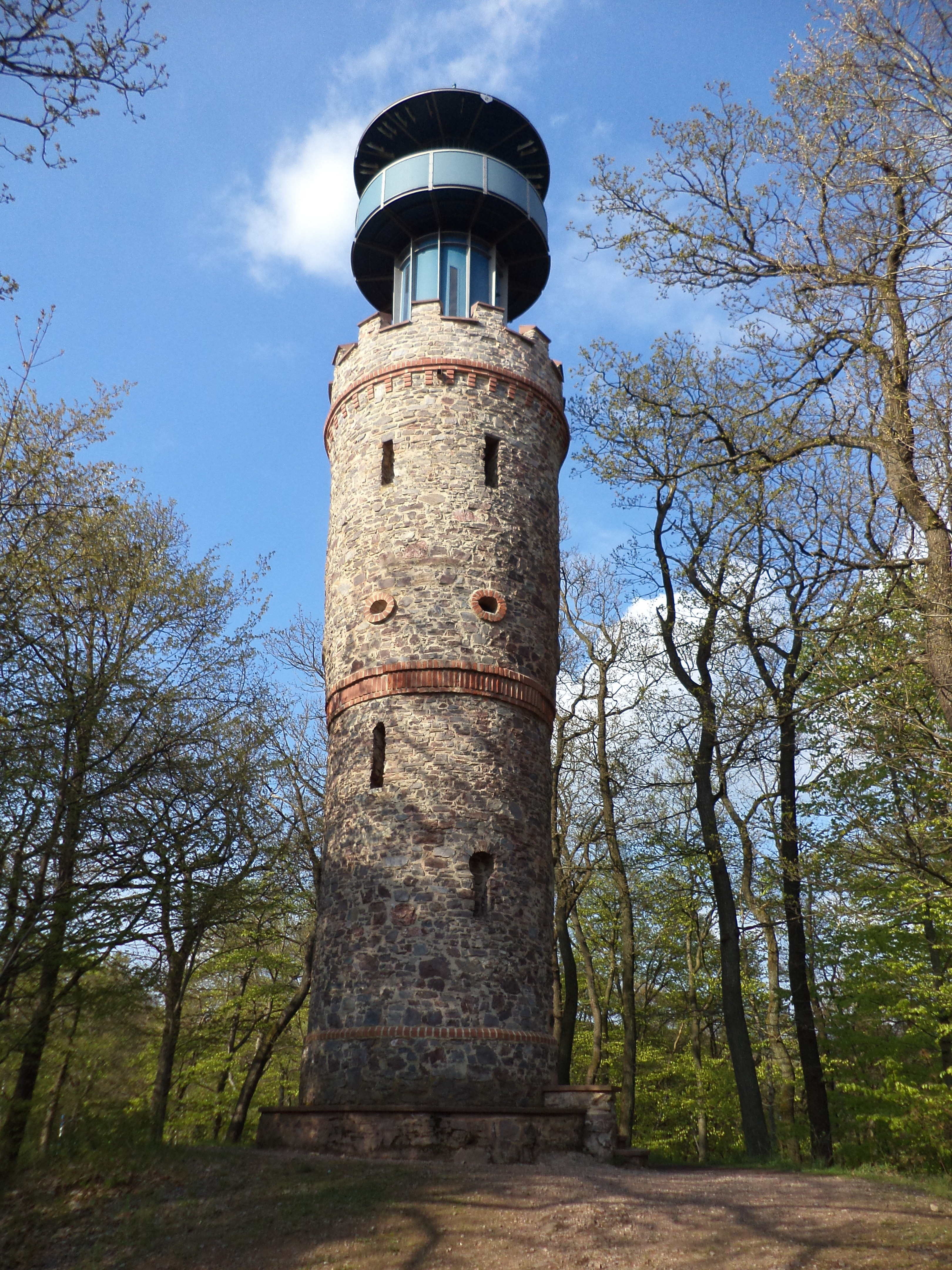
Ludwigsturm

Der heute rund 19 m hohe Ludwigsturm (Lage), auf dem Gipfel des Berges, ist das Wahrzeichen des Hahnenkamms. Er wurde vom Freigerichter Bund, der sich seit 1876 als einer der ältesten Wandervereine der Region um den Tourismus verdient macht, im Jahr 1880 unter der Schirmherrschaft des bayerischen Königs Ludwig II. erbaut. Anlass war das im gleichen Jahr gefeierte 700. Jubiläum der Regentschaft der Wittelsbacher. Nach knapp sechs Monaten Bauzeit entstand der steinerne Hahnenkammturm. Am 19. September 1880 erhielt er zu Ehren von König Ludwig I. den Namen Ludwigsturm.
Schon 40 Jahre zuvor hatte dieser auf dem Hahnenkamm am 25. August 1840 seinen 54. Geburtstag gefeiert. Mit dem Satz: „Der Hahnenkamm neigt sich vor Deiner hohen Majestät“ wurde der bayerische König von der Menschenmenge am Gipfel empfangen. Durch den dünnen Baumbestand hatte man eine perfekte Aussicht in die Untermainsenke. Schon damals warnte der Oberförster des königlichen Forstamtes vor dem rasch aufwachsenden Wald, der diesen Ausblick verhindern wird.
Eigentümer der baulichen Anlage ist auch heute noch der Freigerichter Bund. 1883 wurde von diesem Verein auf dem Hahnenkamm eine erste Schutzhütte errichtet, an deren Stelle das Hahnenkammhaus mit dem heutigen Ausflugslokal steht.
Schon 1934 war durch hochgekommenen Wald die Aussicht von der damals auf 12 m Höhe liegenden, über 63 Stufen erreichbaren Plattform zugewachsen; eine Erhöhung um 4 m mit weiteren 22 Stufen wurde vorgenommen. Der Turm ist ein bayerisches Baudenkmal (Akten-Nr. D-6-71-111-58). 2004 wurde der baufällig gewordene Turm saniert, wobei er auch den modernen Turmaufsatz aus Stahl erhielt. Die obere auf 16 m Höhe liegende Plattform auf der Spitze des Hahnenkamms erlaubt bei gutem Wetter heute wieder einen weiten Rundblick:
- nach Norden über Geiselbach und Omersbach hinweg bis in den Vogelsberg mit dem 50 km entfernten Taufstein (773 m),
- nach Osten in den Spessart; in 30 km Entfernung liegt der Geiersberg (586 m),
- nach Süden auf das Maintal, die Kahler Seenplatte, Kahl am Main, Karlstein a.Main, Seligenstadt; weiter ist der Odenwald mit dem Melibokus (517,4 m) in 52 km Entfernung zu erkennen,
- nach Westen auf Alzenau mit seinen Ortsteilen Kälberau, Michelbach und Albstadt; auf den Main zu erkennt man das Kraftwerk Staudinger Großkrotzenburg. In der Ferne liegen die Skyline von Frankfurt am Main und die Höhen des Vordertaunus mit dem 50 km entfernten Großen Feldberg (879 m).

### Gipfelweg

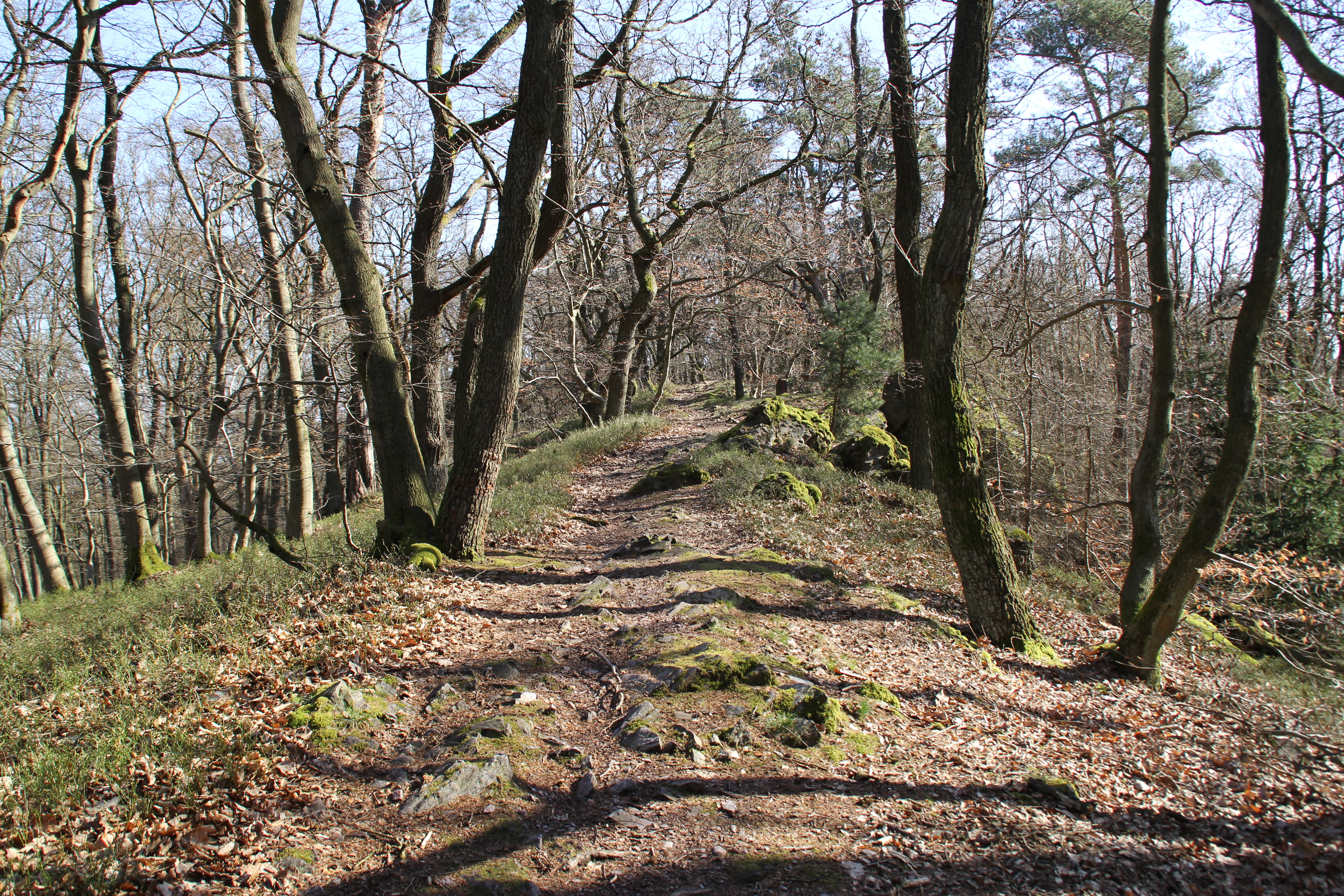
Gipfelweg des Hahnenkammrückens

Der Gipfelweg ist ein kleiner Trampelpfad entlang des vom Ludwigsturm zur Bildeiche verlaufenden Gebirgsgrats des nördlichen Hahnenkammhöhenzuges. Links und rechts des Weges fallen die bewaldeten Hänge steil ab. An manchen Stellen ragen Quarzit-Felsen aus dem Boden. Dieses Gebiet ist stark erosionsgefährdet. Der Pfad führt von der Bildeiche weiter über die Hohe Mark und den Giftigen Berg ins Kahltal.

### Bildeiche

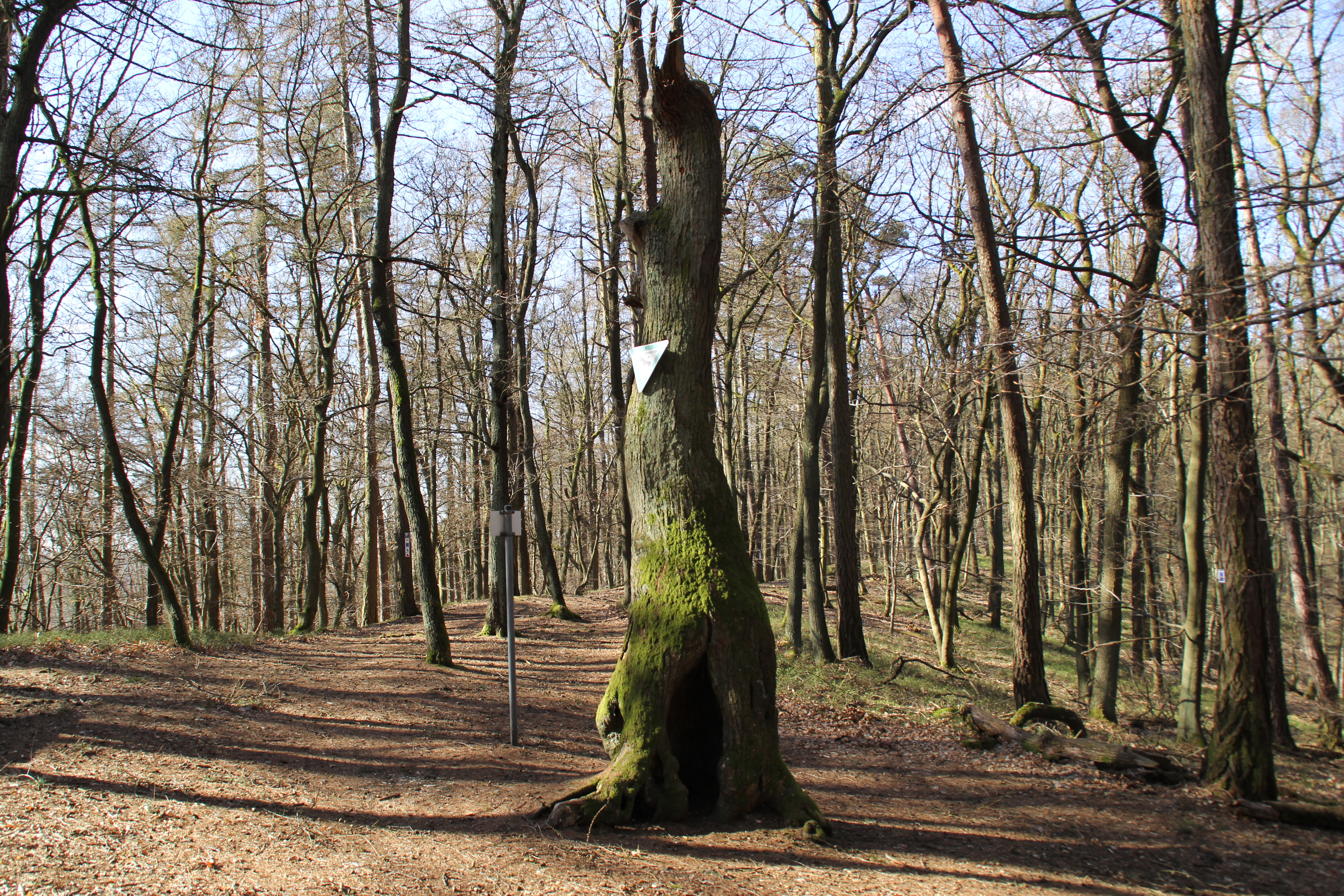
Bildeiche

Die „Bildeiche“ ist eine als Naturdenkmal ausgewiesene jahrhundertealte Eiche. Sie steht am Gipfelweg des Hahnenkamms (Lage), direkt auf der Gemarkungsgrenze von Hörstein und Kälberau. Der Baum ist durch mehrfachen Blitzeinschlag innen komplett gehöhlt. Aus diesem Grund stirbt die Eiche langsam ab. In den 1970er Jahren war bereits eine Hälfte der Krone laubfrei. Heute besitzt die Bildeiche keine Baumkrone mehr. Es besteht nur noch der Hauptstamm mit einigen Aststummeln.

### Krebsbachtal
Zwischen Hauptgipfel und Schanzenkopf liegen am rechten Hang des engen Krebsbachtals die Burgställe der Randenburg und der Vergessenen Burg. Auf der gegenüberliegenden Bachseite, am Gipfel des Schanzenkopfes, befindet sich eine historische Ringwallanlage.

## Sendetürme

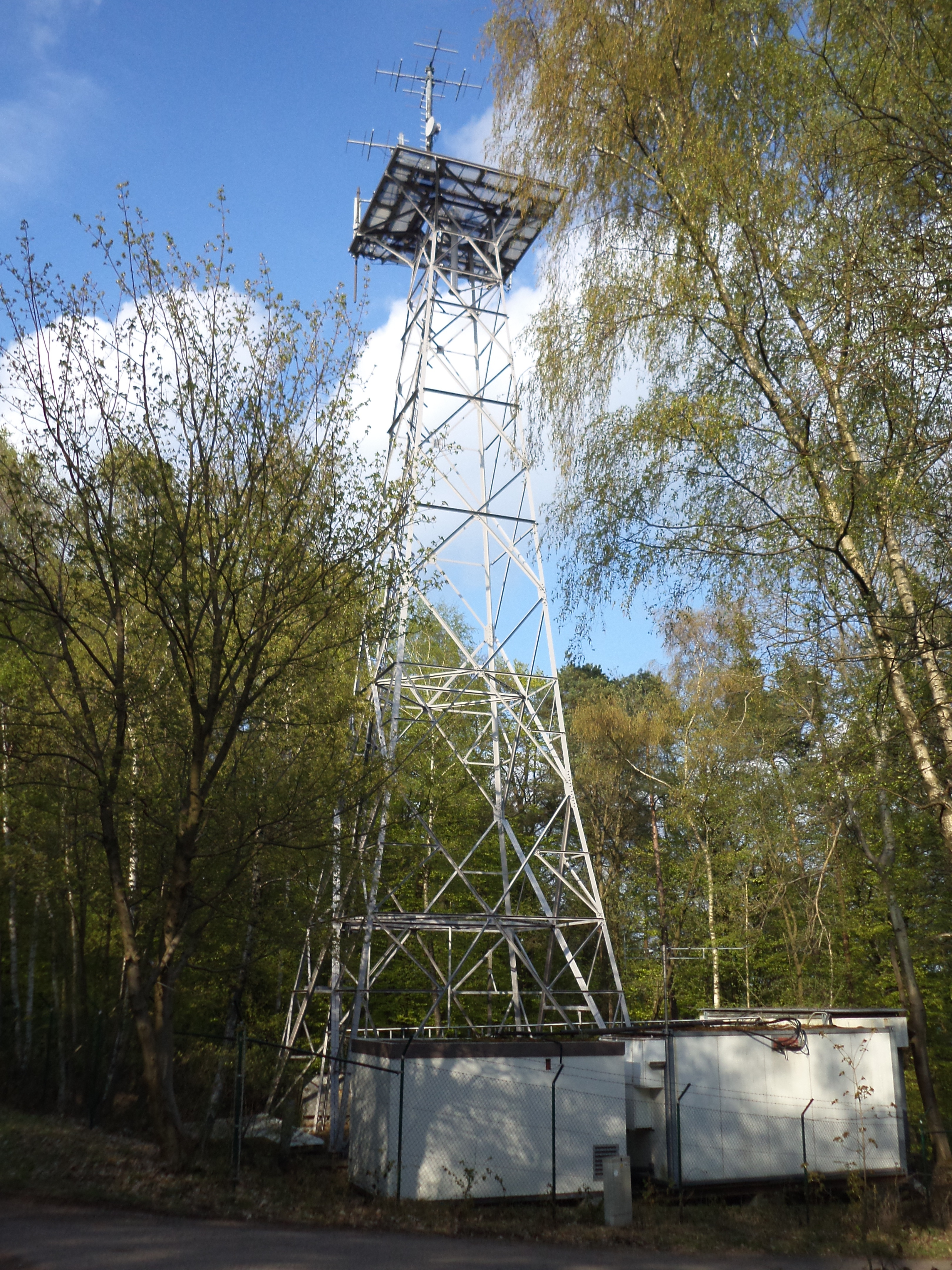
Stahlfachwerkturm

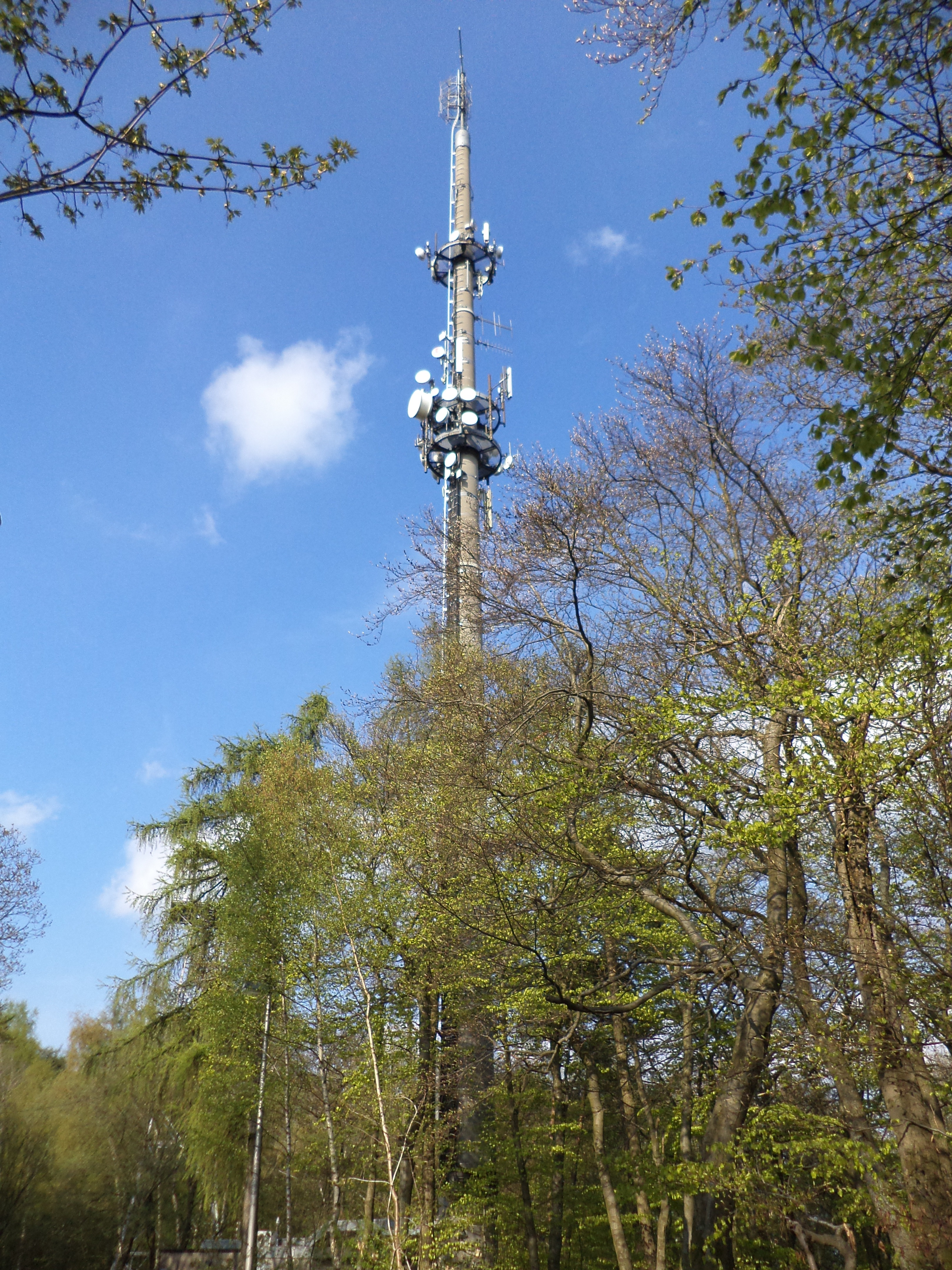
Sender Hahnenkamm (63 m)

Auf dem Gipfel des Hahnenkamms gibt es zwei Sendetürme: einen schlanken 63 Meter hohen Turm in Fertigbetonbauweise und einen niederen dicken freistehenden Stahlfachwerkturm, der als RV-Stelle des Warndienstes tätig war. Vom Sender Hahnenkamm wird das Programm von Radio Primavera mit 200 W ERP auf 90,8 MHz und das Programm Radio Galaxy Aschaffenburg mit 250 W ERP auf 103,6 MHz abgestrahlt. Er ist auch ein Standort für bereits bestehende und geplante DAB-Ausstrahlungen.

## Geschichte

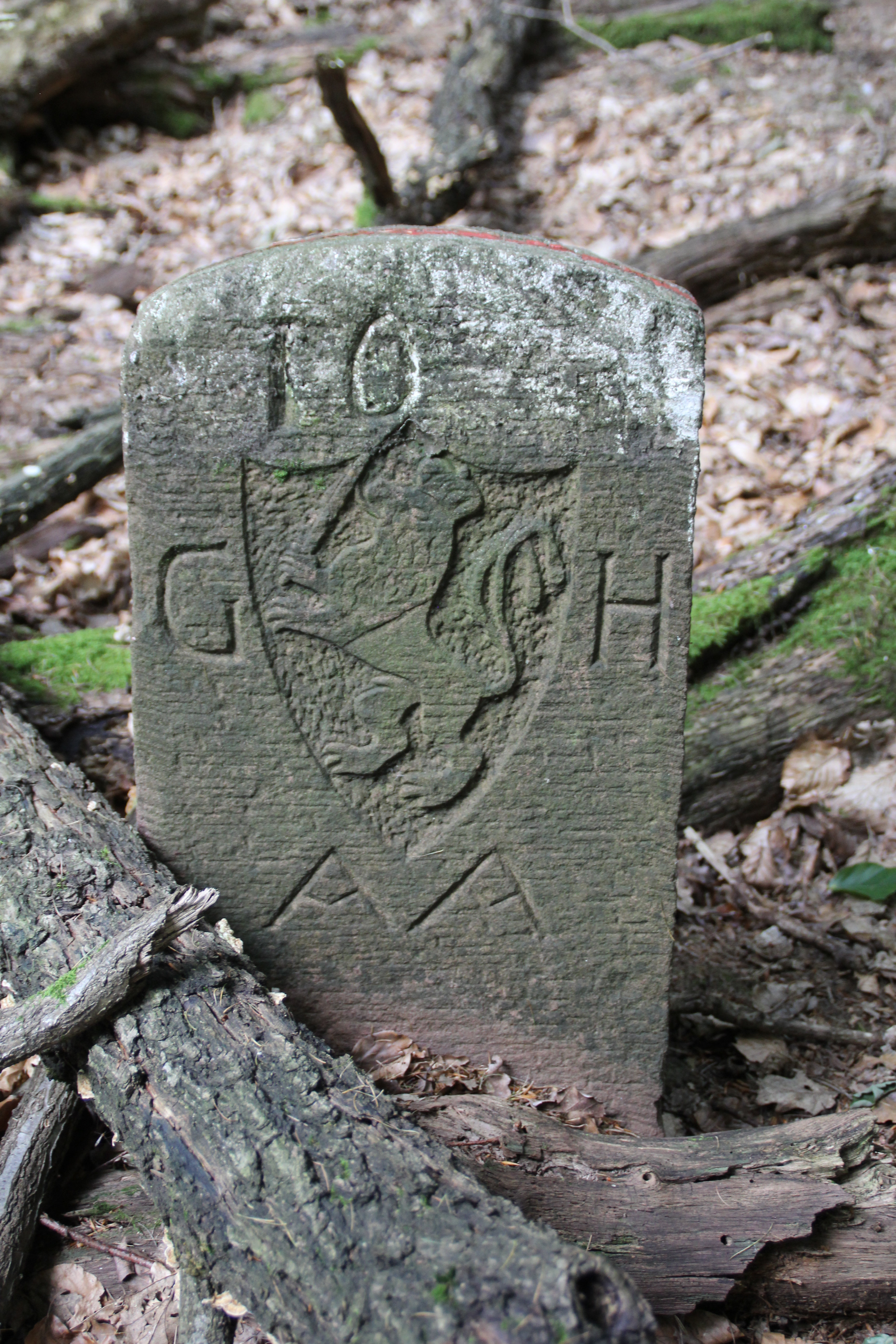
Historischer Grenzstein am Hahnenkamm. Er trennte die früheren Gebiete von Großherzogtum Hessen und Großherzogtum Frankfurt

Im Mittelalter nannte man das gesamte Waldgebiet von Rückersbach über Hörstein bis Geiselbach „die Hohe Mark“. Der heute als Hahnenkamm bekannte Höhenzug südlich der Kahl wurde zur damaligen Zeit „Wüstebach“ genannt. Es handelte sich um ein Gelände von 3857 Morgen, die sich die vier Zentgerichte Wilmundsheim (später Alzenau), Hörstein, Mömbris und Somborn als Wildbann teilten. 1840 wurde der Hahnenkammgipfel zwischen den Gemeinden Hörstein, Wasserlos, Alzenau und Kälberau neu aufgeteilt.
Den Namen Hahnenkamm gab es im späten Mittelalter bereits, er setzte sich in den Landkarten aber erst im 19. Jahrhundert durch. Er geht wohl darauf zurück, dass die Form des Gebirgsgrates, durch seine Nebengipfel und herausragenden Quarzitblöcke an einen Hahnenkamm erinnert. Nach einer Urkunde im Mömbriser Gerichtsbuch aus dem Jahr 1609 steht geschrieben:

„Der Hahnenkamm habe seinen Anfang in den Gonsenbacher schlegen, ziehe hinan bis ahn Michelbach und Kälberau, fürters an die Kaltan hinauff, bis an den Hof Woschant, sodann nach der Hemspach, bis wieder an die Gonsenbacher schlegen, sey in das Freigericht gehörig“

Heute wird nur noch der nördliche Teil des Hahnenkammrückens als Hohe Mark bezeichnet. Im lokalen Dialekt wird der Berg Hohnekoamm genannt.

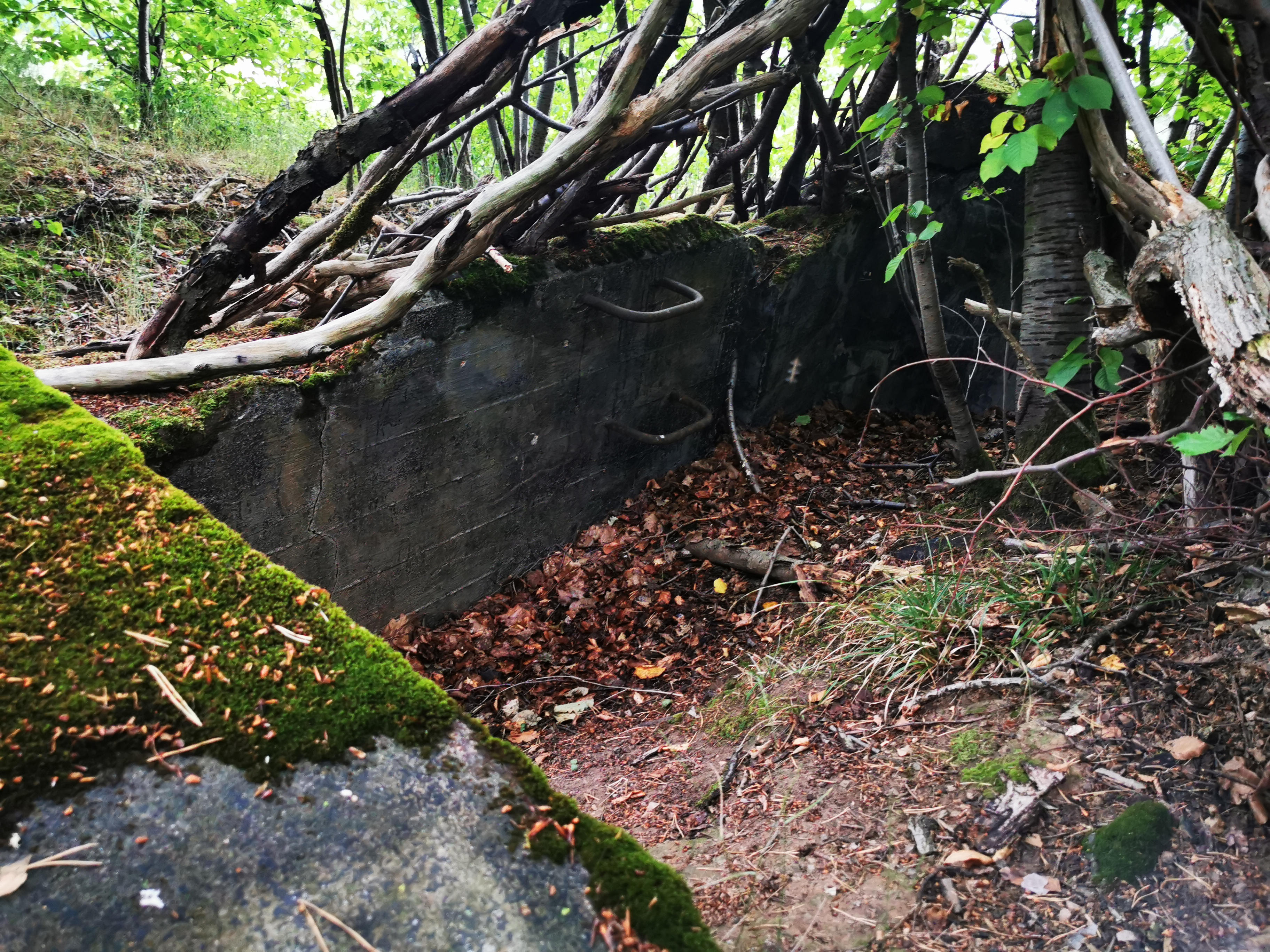
Gesprengter MG-Bunker der Wetterau-Main-Tauber-Stellung bei Wasserlos

Über den Hahnenkamm verläuft eine Reihe historischer Grenzsteine aus dem Jahr 1810. Sie trennten die Gebiete zweier früherer Staaten im Rheinbund. Auf der westlichen Seite lag das Territorium des Großherzogtums Hessen, dem das Amt Alzenau in der Provinz Starkenburg angehörte. Auf der östlichen Seite befand sich das Großherzogtum Frankfurt mit der Pfarrei Mömbris im Departement Aschaffenburg. Alle diese Grenzsteine sind durchnummeriert. Die Linie verläuft durch das Tal des Elmertsbachs bis nach Rückersbach, über den Rabengrundkopf und die Stempelhöhe, vorbei an Hohl und Angelsberg, nach Großhemsbach. Danach zog sich die Grenze an Kleinhemsbach vorbei und über die Daunert ins Tal des Hemsbaches bei Brücken. Die Grenzsteinreihe läuft weiter durch das Gebiet des Steinbruches und über die Gipfel von Hoher Mark und Giftiger Berg ins Kahltal zur Gemeindekläranlage. Die Grenzsteine sind großteils noch gut erhalten, aber im Bereich von Äcker und Wiesen sowie des Steinbruches nicht mehr vorhanden.
Zwischen 1936 und 1937 wurde der Bunkergürtel der Wetterau-Main-Tauber-Stellung errichtet um das Deutsche Reich vor einem schnellen Angriff von Westen zu schützen, der zur Abspaltung der südlichen Hälfte Deutschlands hätte führen können. Diese Verteidigungslinie verlief auch über den nordwestlichen Hahnenkammhöhenzug. Alle Bunkeranlagen waren durchnummeriert. Im Bereich des Abschnittes Hahnenkamm (HK), der sich von Horbach bis Hörstein zog, mit der Nummer 134–161. Bei Michelbach, Wasserlos und Hörstein kann man im Wald noch Reste gesprengter MG-Bunker erkennen.

## Flora
Der Wald am Hahnenkamm teilt sich in zwei voneinander trennbare Wuchsgebiete. Am oberen Höhenzug herrschen Mischbestände von Laubholz, vor allem Eichen und Buchen, mit etwas Nadelholz wie Lärchen, Fichten und Kiefern. Im Wuchsgebiet Richtung Mainebene bestehen aufgrund des sandigen Bodens insbesondere Kiefern. Der Wald wurde seit dem Mittelalter zur Gewinnung von Brennholz, durch Köhler und Pechsieder genutzt. EDV-gestützte Messungen des Senckenberg-Instituts in Biebergemünd haben ergeben, dass sich die Waldgrenze gegenüber der Wiesen- und Weidenlandschaft im Kahlgrund in darauffolgenden Jahrhunderten kaum verändert hat. Im 19. Jahrhundert kam es zur Übernutzung. Umfangreiche Wiederaufforstungen durch schnell wachsende Nadelgehölze – Kiefer, Lärche und Fichte – waren notwendig geworden.
Künftig soll der Anteil an Laubgehölzen – Eiche, Buche – wieder auf 40 % angehoben werden. Das Gelände wurde auf der Grundlage des bayerischen Waldgesetzes von 1975 durch den Regionalplan Region Bayerischer Untermain (Dezember 2002) zum Bannwald erklärt, d. h. Rodungen sind nur in Ausnahmefällen zulässig. Es soll nur noch so viel Holz genutzt werden wie im Wald nachwächst; dazu wird eine Fläche nur noch ca. alle zehn Jahre durchforstet.

### Weinbau

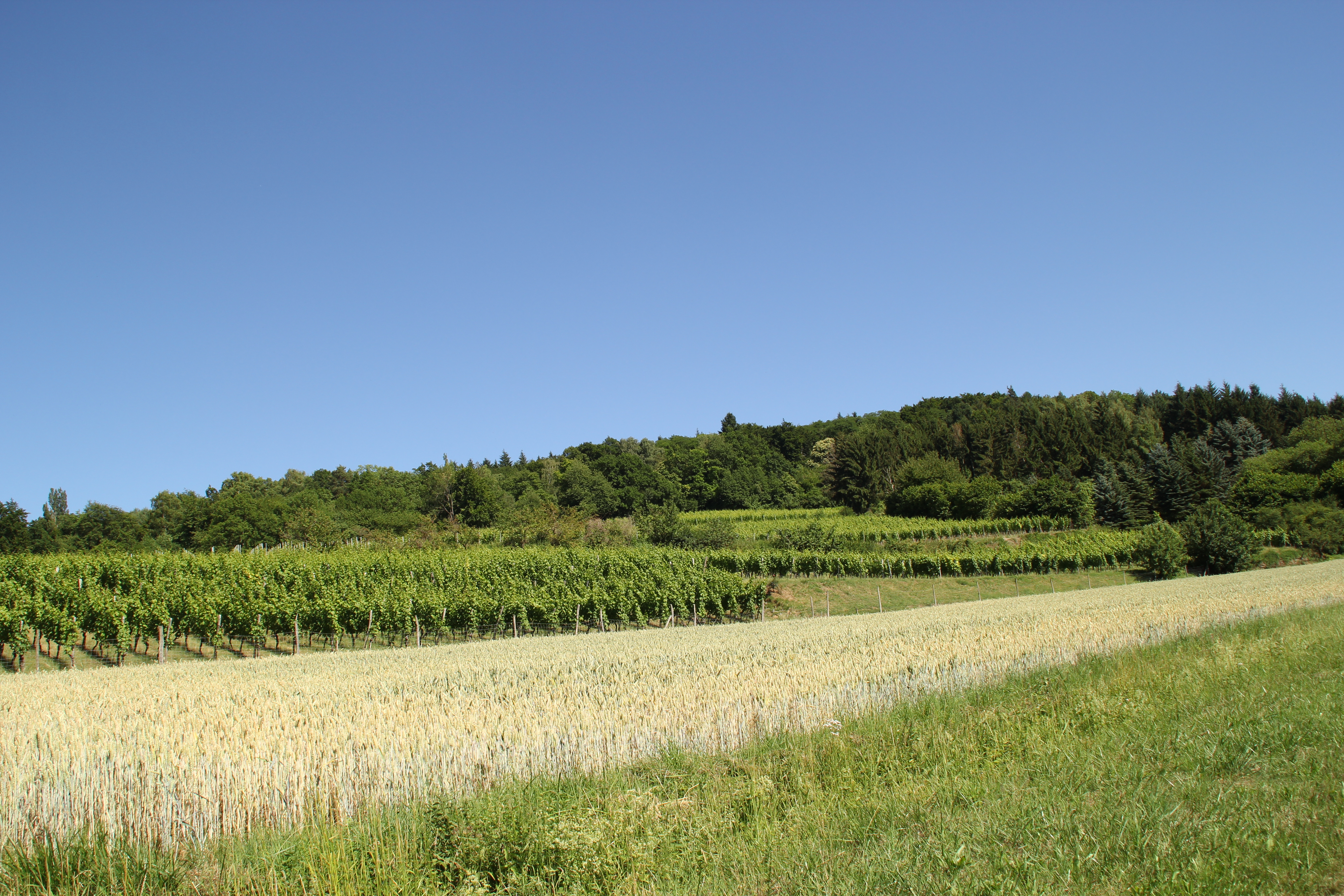
Weinlage Steinberg

Am Hahnenkammrücken befinden sich folgende Weinberge (in Klammern Größe, Bergteil und Ort):
- Steinberg (10 ha, Heidkopf, Michelbach)
- Schloßberg (15 ha Schanzenkopf, Wasserlos)
- Luhmännchen (6 ha, Schützberg, Wasserlos)
- Abtsberg (34 ha, Schützberg, Hörstein)
- Reuschberg (34 ha, Bachhügel, Hörstein)

## Geologie

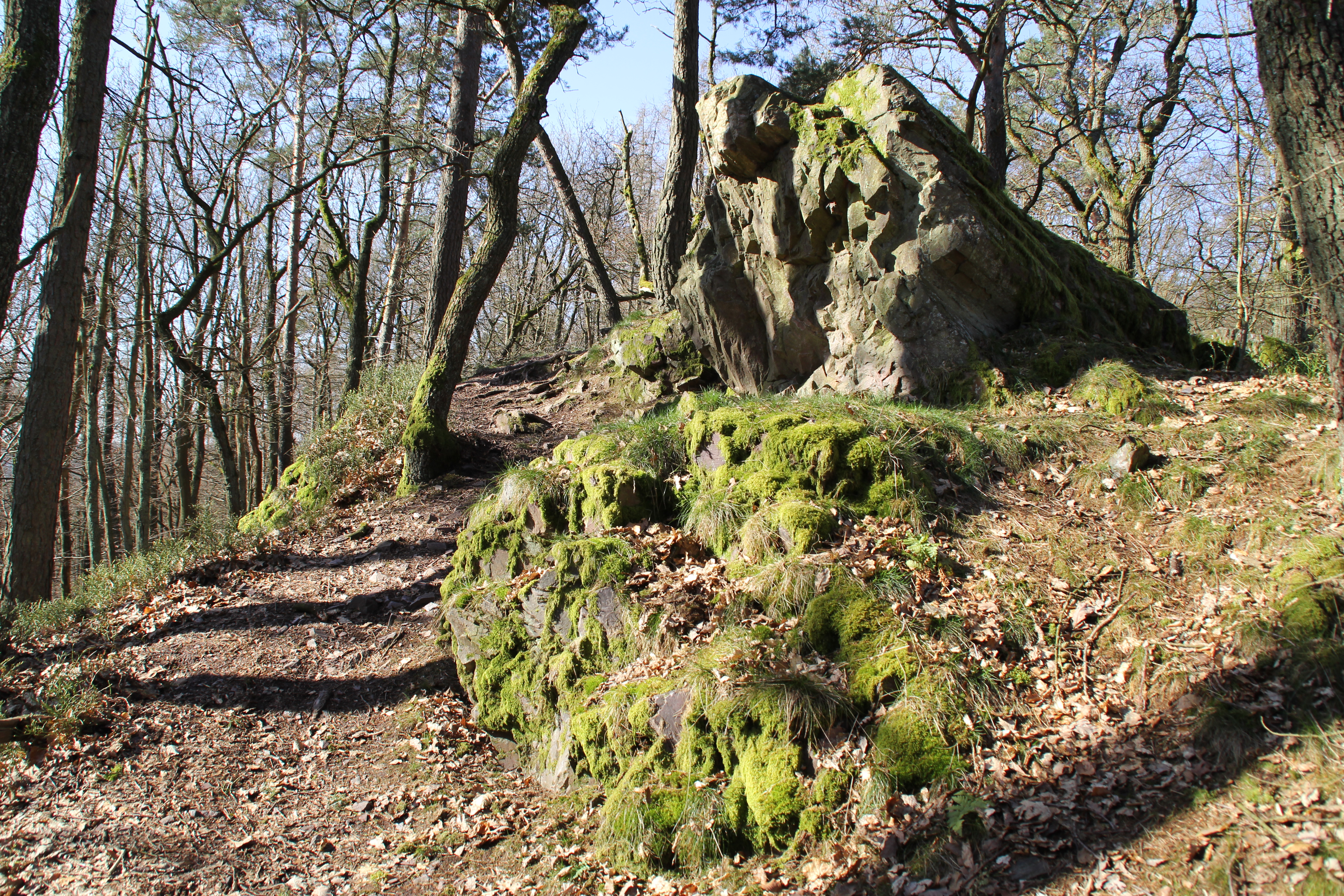
Quarzit-Felsen am Gipfelweg

Der nördliche Bergrücken ist überwiegend aus quarzhaltigen Steinen (Quarzitschiefer, Glimmerschiefer) aufgebaut und aufgrund der nur sehr dünnen Humusschicht stark erosionsgefährdet. Dieses Gestein tritt vor allem am Gipfelweg zwischen Hahnenkammhaus und Bildeiche auf. Der südöstliche Teil besteht aus Staurolith im Paragneis. An verschiedenen Stellen des Höhenzuges wurden unterschiedliche Materialien abgebaut. Am östlichen Hahnenkammrücken, unterhalb der Hohen Mark wurde glimmerreicher Quarzit im Steinbruch Hemsbach in einem inzwischen stillgelegten Steinbruch jahrzehntelang ausgebeutet. Dieser Quarzitzug verläuft parallel zu dem des Hahnenkamms. Zwischenzeitlich hat sich auf der Sohle des Steinbruches durch zufließendes Niederschlagswasser ein Bergsee, der Hahnenkammsee, gebildet, da nach dem Betriebsende des Bruches die Wasserhaltung eingestellt wurde.

### Geotop
Die Quarzitblöcke am Hahnenkamm sind vom Bayerischen Landesamt für Umwelt als wertvolles Geotop (Geotop-Nummer: 671A020) ausgewiesen.
Siehe hierzu auch die Liste der Geotope im Landkreis Aschaffenburg.

## Sport

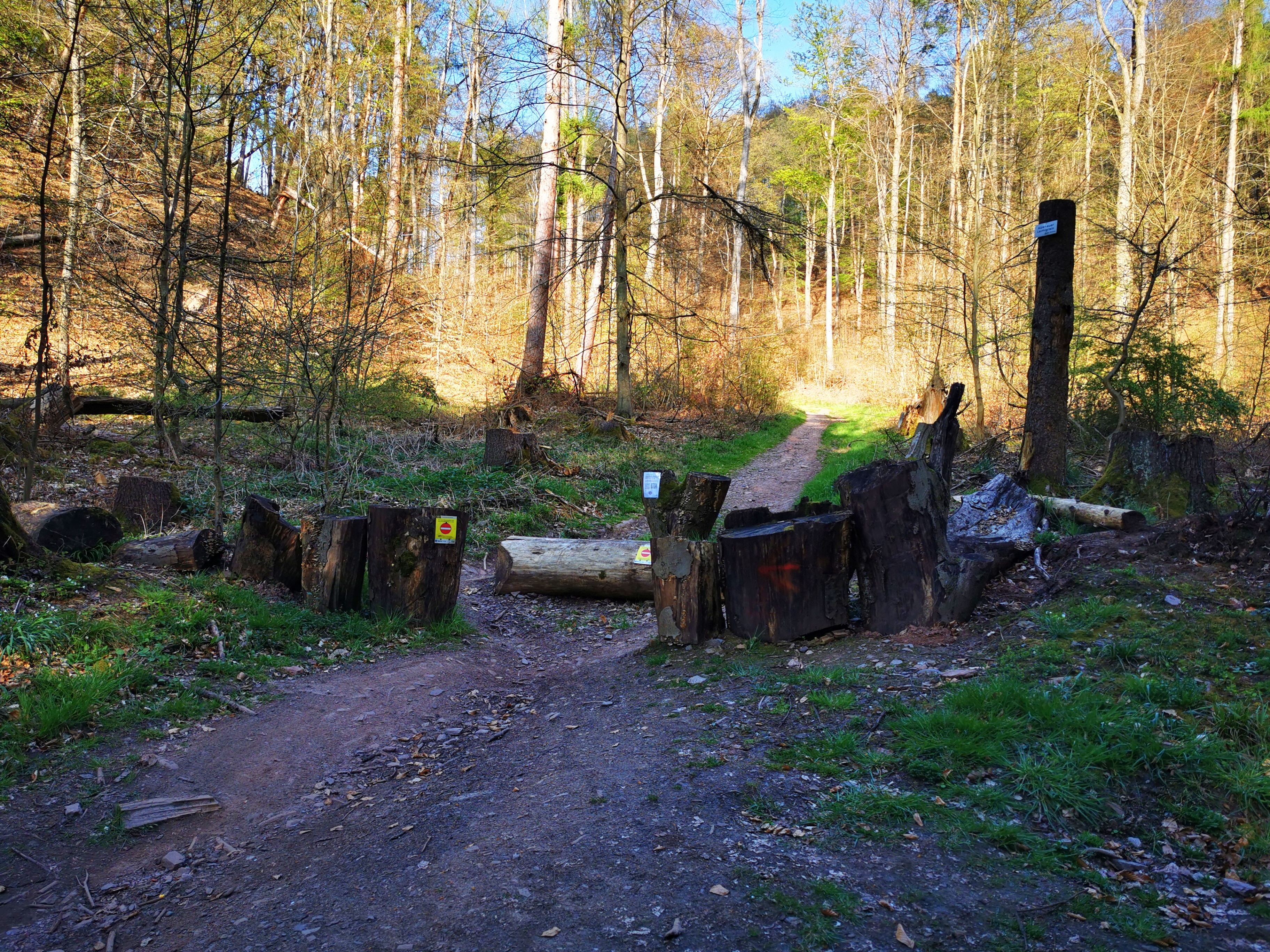
Das untere Ende des Burgen Trails im Krebsbachtal

Vom Kamm des Höhenzuges führen je zwei leichte, mittlere und schwere Mountainbiketrails (dort Kammtrails genannt) ins Tal. Diese offiziellen und legalen Trails wurden im Jahr 2020 unter Federführung der Hahnenkamm Trail AG ehrenamtlich von der Stadt Alzenau und dem DAV Aschaffenburg eingerichtet.  Die einzelnen Strecken sind beschildert und mit Rettungspunkten versehen.
Der Domina Trail hat seinen Namen von der Rotweinrebe, die im Weinberg am Rande des Trails wächst. Er verläuft in der Sölzert von der Steinkaute in den Wolfsgrund. Über den steilen Giftiger Berg Trail gelangt man von der Hohen Mark, entlang der Alzenauer Stadtgrenze, über den Giftigen Berg ins Kahltal. Der Speichenbach Trail führt vom Hahnenkammgipfel über das Speichenbachtal nach Kälberau. Ebenfalls am Hahnenkammhaus auf dem Gipfel startet der Burgen Trail, der ins Krebsbachtal verläuft und zwischen Vergessene Burg und Randenburg endet. Der Brandfleck Trail beginnt an der Stempelhöhe und endet am Schloßberg in Wasserlos. Am Rabengrundkopf startet der Hexen Thorn Trail, der Richtung Hörstein führt. Seinen Namen, der von Hexenturm abgeleitet ist, erhielt er in Gedenken an die Opfer der mittelalterlichen Hexenprozesse in Hörstein.
| Kammtrails: \| Name \| Schwierigkeit[19] \| Länge[19] \| Höhenunterschied[19] \| Steigung ∅[21] \| \| ------------------- \| ----------------- \| --------- \| -------------------- \| -------------- \| \| Domina Trail \| mittel (rot) \| 1,3 km \| 130 hm \| −10 % \| \| Giftiger Berg Trail \| schwer (schwarz) \| 1,3 km \| 260 hm \| −20 % \| \| Speichenbach Trail \| mittel (rot) \| 1,5 km \| 230 hm \| −15 % \| \| Burgen Trail \| leicht (blau) \| 1,7 km \| 200 hm \| −12 % \| \| Brandfleck Trail \| schwer (schwarz) \| 1,6 km \| 160 hm \| −10 % \| \| Hexen Thorn Trail \| leicht (blau) \| 1,5 km \| 130 hm \| −9 % \| |                  |        |                  |            |
| Name | Schwierigkeit    | Länge  | Höhenunterschied | Steigung ∅ |
| Domina Trail | mittel (rot)     | 1,3 km | 130 hm           | −10 %      |
| Giftiger Berg Trail | schwer (schwarz) | 1,3 km | 260 hm           | −20 %      |
| Speichenbach Trail | mittel (rot)     | 1,5 km | 230 hm           | −15 %      |
| Burgen Trail | leicht (blau)    | 1,7 km | 200 hm           | −12 %      |
| Brandfleck Trail | schwer (schwarz) | 1,6 km | 160 hm           | −10 %      |
| Hexen Thorn Trail | leicht (blau)    | 1,5 km | 130 hm           | −9 %       |

## Sonstiges
- Nach dem Hahnenkammhöhenzug sind Straßen in Kahl, Wasserlos, Dettingen, Stockstadt, Somborn, Gondsroth, Rothenbergen, Hanau, Wachenbuchen und Bergen-Enkheim benannt.
- Über den Hahnenkamm führt der Fränkische Marienweg.
- Im Volksmund wird der südliche Teil des Hahnenkammrückens, über den die Staatsstraße 2443 von Hohl nach Hörstein führt, als Hohler Alpen oder Hohler Chaussee bezeichnet.
- Das Gebiet rund um den Hahnenkamm ist ein beliebtes Ausflugsziel für Mountainbiker und Wanderer.